# Adaeulum
Adaeulum is een geslacht van hooiwagens uit de familie Triaenonychidae.
De wetenschappelijke naam Adaeulum is voor het eerst geldig gepubliceerd door Roewer in 1915. 

## Soorten
Adaeulum omvat de volgende 11 soorten:
- Adaeulum areolatum
- Adaeulum bicolor
- Adaeulum brevidentatum
- Adaeulum coronatum
- Adaeulum godfreyi
- Adaeulum humifer
- Adaeulum monticola
- Adaeulum moruliferum
- Adaeulum robustum
- Adaeulum supervidens
- Adaeulum warreni

(In sommige oudere aanbiedingen bevat de soortenlijst Adaeulum coxidens, die een synoniem van Adaeulum godfreyi is gemaakt in Staręga 1992. Anders wordt het publicatiejaar voor het geslacht door sommigen gegeven als 1914).